# Atempan (kommun)
Atempan är en kommun i Mexiko.   Den ligger i delstaten Puebla, i den sydöstra delen av landet, 180 km öster om huvudstaden Mexico City.
Följande samhällen finns i Atempan:
- Atempan
- Tacopan
- Cala Sur
- Tezhuatepec
- Apatauyan
- Atzalán
- Cala Norte
- Tanhuixco
- Las Delicias
- San Ambrosio
- San Nicolás
- Las Canoas
- El Cuatro
- Potrero Nuevo
- Huexoteno
- Tezompan